# NGC 4520
NGC 4520 est une très vaste galaxie lenticulaire située dans la constellation de la constellation de la Vierge. NGC 4520 a été découverte par l'astronome germano-britannique William Herschel en 1789. Cette galaxie a aussi été observée par l'astronome américain Lewis Swift le 21 avril 1889 et elle a été inscrite à l'Index Catalogue sous la cote IC 799.

## Caractéristiques

### Distance
Sa vitesse par rapport au fond diffus cosmologique est de 7 976 ± 46 km/s, ce qui correspond à une distance de Hubble de 117,6 ± 8,3 Mpc (∼384 millions d'al).
À ce jour, 16 mesures non basées sur le décalage vers le rouge (redshift) donnent une distance de 116,075 ± 12,721 Mpc (∼379 millions d'al), ce qui est à l'intérieur des valeurs de la distance de Hubble.

## Supernova
La supernova SN 2000bk a été découverte le 11 avril 2000 par l'astronome amateur britannique Mark Armstrong. Cette supernova était de type Ia.